# Ubayd-Al·lah ibn Abi-Bakra
Abu-Hàtim Ubayd-Al·lah ibn Abi-Bakra (? - 698) fou un general i governador omeia. Es creu que el seu pare que era un mawla abissini i la seva mare una dona àrab lliure. Van prosperar a Bàssora, on foren decidits partidaris dels omeies i van gaudir del favor del governador de l'Iraq Ziyad ibn Abihi.
Ubayd-Al·lah fou nomenat governador del Sistan el 671, on va exercir fins al 673. Va tenir un paper destacat en l'oposició a les forces de Mússab ibn az-Zubayr. El 697 o 698 fou nomenat per segon cop pel mateix càrrec amb l'encàrrec de fer expedicions cap a l'Afganistan per tal de recaptar el tribut del zunbil de Zamindawar. L'expedició contra el zunbil (698) fou un desastre i l'exèrcit califal fou delmat per la fam i els atacs dels súbdits del zunbil. Va poder tornar a Bust amb alguns soldats que havien sobreviscut, però va morir poc temps després de la seva tornada.